# Gates (Tennessee)
Gates es un pueblo ubicado en el condado de Lauderdale en el estado estadounidense de Tennessee. En el Censo de 2010 tenía una población de 647 habitantes y una densidad poblacional de 357,38 personas por km².

## Geografía
Gates se encuentra ubicado en las coordenadas 35°50′25″N 89°24′29″O / 35.84028, -89.40806. Según la Oficina del Censo de los Estados Unidos, Gates tiene una superficie total de 1.81 km², de la cual 1.81 km² corresponden a tierra firme y (0%) 0 km² es agua.

## Demografía
Según el censo de 2010, había 647 personas residiendo en Gates. La densidad de población era de 357,38 hab./km². De los 647 habitantes, Gates estaba compuesto por el 39.1% blancos, el 58.11% eran afroamericanos, el 0.62% eran amerindios, el 0% eran asiáticos, el 0% eran isleños del Pacífico, el 0.62% eran de otras razas y el 1.55% pertenecían a dos o más razas. Del total de la población el 1.24% eran hispanos o latinos de cualquier raza.